# Ferrari Monza SP

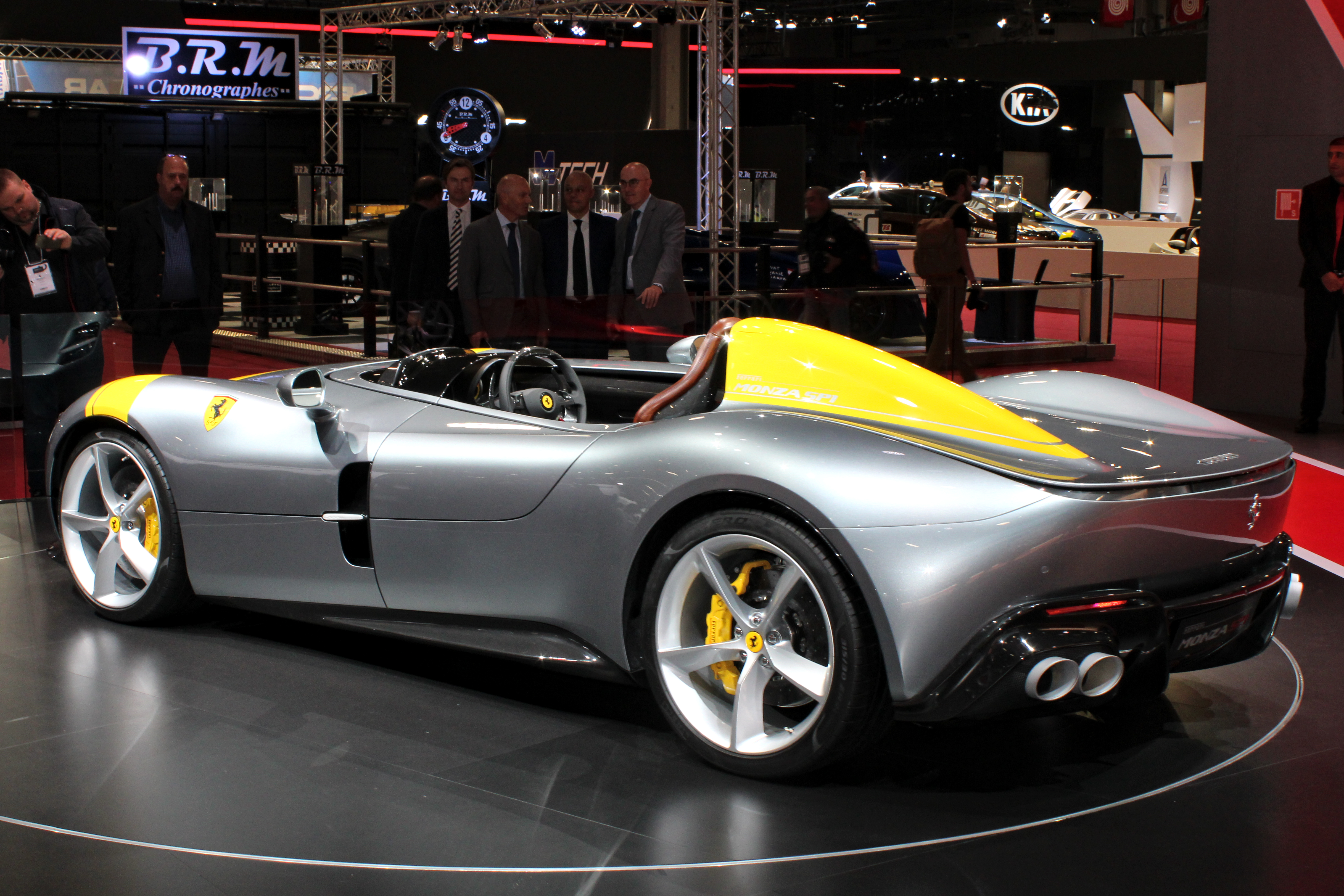
Ferrari Monza SP1

Ferrari Monza SP1 і SP2 — спортивні автомобілі обмеженого виробництва італійського виробника автомобілів Ferrari, представлені в 2018 році для 2019 модельного року. Автомобілі знаменують початок нової лінійки моделей під назвою серія «Icona», програма, спрямована на створення спеціальних автомобілів, натхнених класичними моделями Ferrari, які будуть випускатися обмеженою серією. Першими автомобілями нової лінії є Monza SP1 і SP2, дизайн яких натхненний 750 Monza, 250 Testarossa і 166 MM. SP1 є одномісним, а SP2 має два місця. Очікується, що буде виготовлено 499 автомобілів за ціною 1,58 мільйона євро без опцій.

## Двигун

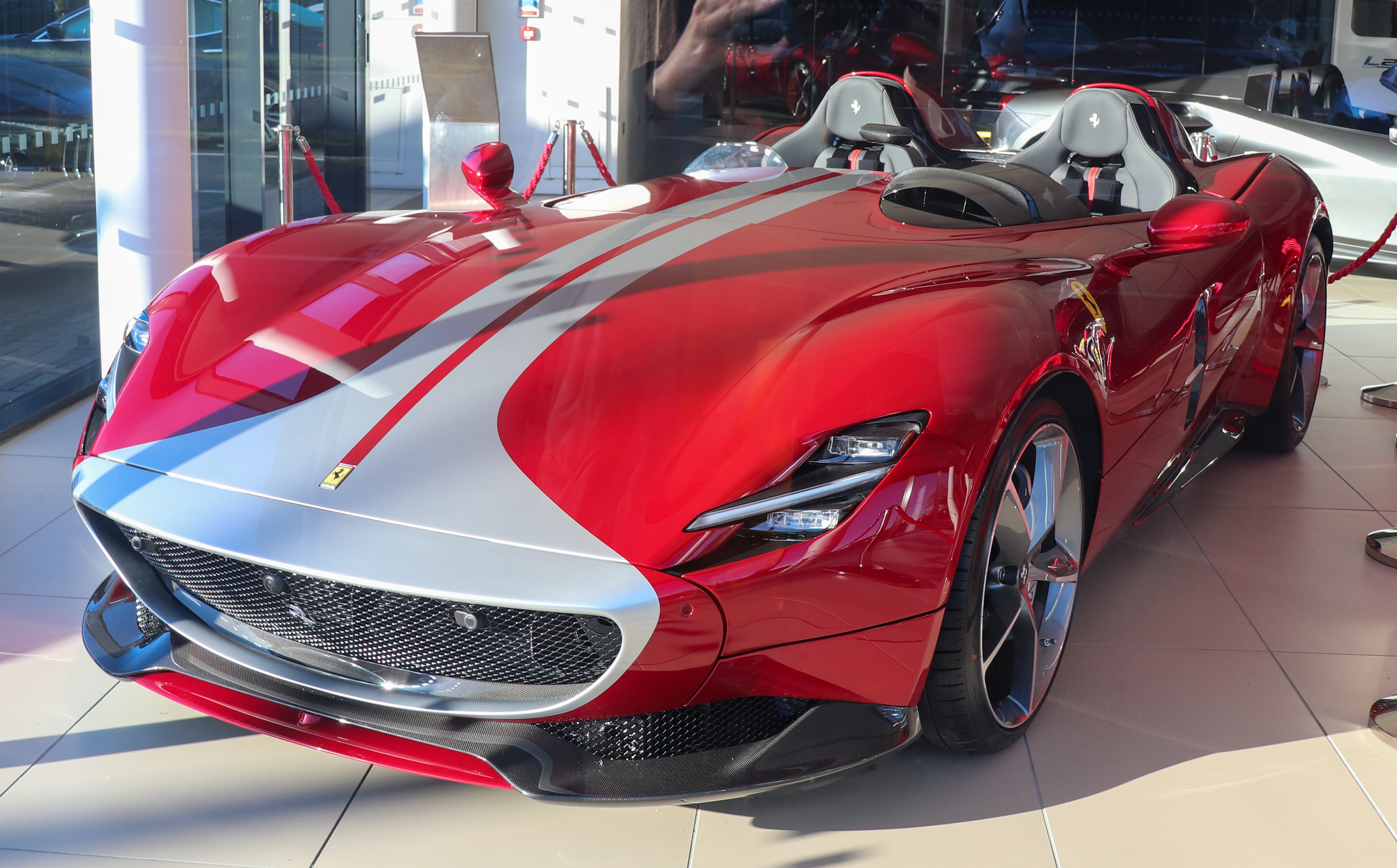
Ferrari Monza SP2

- 6.5 L F140 GC V12 810 к.с. при 8500 об/хв 719 Нм при 7000 об/хв